# Walter A. Huxman
Walter Augustus Huxman (* 16. Februar 1887 im Reno County, Kansas; † 26. Juni 1972 in Topeka, Kansas) war ein US-amerikanischer Jurist und Politiker und von 1937 bis 1939 der 27. Gouverneur des Bundesstaates Kansas.

## Frühe Jahre und politischer Aufstieg
Walter Huxman besuchte das Emporia State College und die University of Kansas. Dort machte er 1914 sein juristisches Examen. Zwischen 1915 und 1919 war er stellvertretender Bezirksstaatsanwalt im Reno County; und von 1919 und 1921 fungierte er als Prozessanwalt der Stadt Hutchinson. Im Jahr 1928 bewarb sich Huxman erfolglos um die Stelle eines Richters am Obersten Gerichtshof von Kansas. Zwischen 1931 und 1932 gehörte er der Steuerkommission dieses Staates an. Huxman war Mitglied der Demokratischen Partei und Vorsitzender von deren Staatsparteitag im Jahr 1936. Auf dieser Convention wurde er als Kandidat für die anstehenden Gouverneurswahlen nominiert, die er mit 51,1 Prozent der Stimmen gegen den Republikaner Will G. West für sich entschied.

## Gouverneur und Bundesrichter
Nach seiner erfolgreichen Wahl konnte Huxman sein neues Amt am 11. Januar 1937 antreten. In seiner Amtszeit erholte sich der Staat von der großen Depression. Bemerkenswerte Vorgänge in seiner Regierungszeit waren unter anderem die Einführung eines einheitlichen Verkehrsrechts auf den Fernstraßen, die Zahlung eines Bonus an die Veteranen des Ersten Weltkrieges, die Gründung einer neuen Schulbuchkommission, eine Änderung des Gesetzes zur Erteilung von Führerscheinen und die Lockerung des Prohibitionsgesetzes. Im Bund war die Prohibition 1933 abgeschafft worden; die Bundesstaaten konnten in dieser Frage aber selbständig verfahren.
Nachdem er im Jahr 1938 nicht wiedergewählt worden war, schied Huxman am 9. Januar 1939 aus seinem Amt aus. Zwischen 1939 und 1962 war er Richter am Bundesberufungsgericht für den zehnten Gerichtskreis. Danach zog er sich aus dem öffentlichen Leben zurück. Walter Huxman starb im Juni 1972. Er war mit Eula Biggs verheiratet.